# Кузьмин, Олег Викторович
Оле́г Ви́кторович Кузьми́н (род. 1955, Коркино, Челябинская область, СССР) — советский и российский учёный, доктор физико-математических наук (2002), профессор (2005), заведующий кафедрой теории вероятностей и дискретной математики Института математики и информационных технологий ИГУ.

## Биография
Родился в Коркино, через некоторое время семья переехала в Братск, жила в насыпной времянке, позднее им дали квартиру в посёлке Энергетик (ныне часть Падунского района города Братска Иркутской области).
После окончания школы попытался поступить в Новосибирский университет, но получил неудовлетворительную оценку за сочинение. Поступил на математический факультет Иркутского государственного университета, который окончил в 1978 году (по специальности «математика»), после чего до 1982 года был ассистентом кафедры алгоритмических языков и программирования ИГУ. В 1982—1985 годах — аспирант ИГУ, в 1985—1988 годах — ассистент кафедры асимптотических методов и механики ИГУ. В 1988—2003 годах — старший преподаватель, доцент, профессор кафедры математической статистики и теории вероятностей ИГУ. 2003 г. по настоящее время — заведующий кафедрой теории вероятностей и дискретной математики ИГУ. По совместительству работает учителем математики в лицее ИГУ. В 2005 году присвоено учёное звание профессора по кафедре теории вероятностей и дискретной математики.
С ноября 1993 года по январь 1994 года (8-недель) стажировался в Кильском университете (Германия).
В 1990 году защитил кандидатскую диссертацию на тему «Комбинаторные числа и полиномы в распределениях сумм дискретных случайных величин». В 2002 году защитил докторскую диссертацию на тему «Обобщенные пирамиды Паскаля и их приложения».

## Признание и награды
Член иркутского регионального отделения научно-методического совета по математике. Входил в состав диссертационного совета Д 212.074.01 при Иркутском государственном университете.
Научный редактор ежегодного сборника научных трудов «Проблемы учебного процесса в инновационных школах» (Вып. 1-25, 1996—2020 гг.), ответственный редактор (1996 г.) межвузовского сборника научных работ «Асимптотические и перечислительные задачи комбинаторного анализа», главный редактор (с 2003 г.) «Байкальского психологического и педагогического журнала», ответственный редактор (с 2006 г.) серии научных трудов «Дискретный анализ и информатика».
Был руководителем исследовательской группы Иркутского МИОН в межрегиональном сетевом проекте «Высшая школа — школе».
Награды:
- почётное звание «Заслуженный учитель Российской Федерации» (2000);
- юбилейная медаль «В память 350-летия Иркутска» (2012).

Отраслевые награды:
- Нагрудный знак «Отличник народного просвещения Российской Федерации» (1996);
- Нагрудный знак «Почётный работник высшего образования Российской Федерации» (2008);
- Лауреат премии губернатора Иркутской области (2008);
- Двукратный победитель муниципального конкурса «Лучший учитель города Иркутска» (2017, 2018);
- Награждён памятной медалью «За вклад в развитие образования» (2007)[2].

## Научная деятельность
Сфера научных интересов — комбинаторные методы дискретной математики и теории вероятностей, перечислительные и алгоритмические проблемы комбинаторного анализа и методики преподавания математики. Лидер иркутской комбинаторной школы. Автор более 300 научных работ, в том числе 5 монографий. Подготовил 10 кандидатов наук.

## Прочая деятельность
Автор восьми сборников стихов, ряда литературоведческих и философских статей. Кандидат в мастера спорта по шахматам..

## Семья
Отец — помощник машиниста, есть брат и сестра. Жена — Кузьмина Елена Юрьевна, кандидат физико-математических наук, директор лицея ИГУ; сын Сергей, внуки Софья, Александр, Иван, Лев, Анна.